# Gensel János Ádám

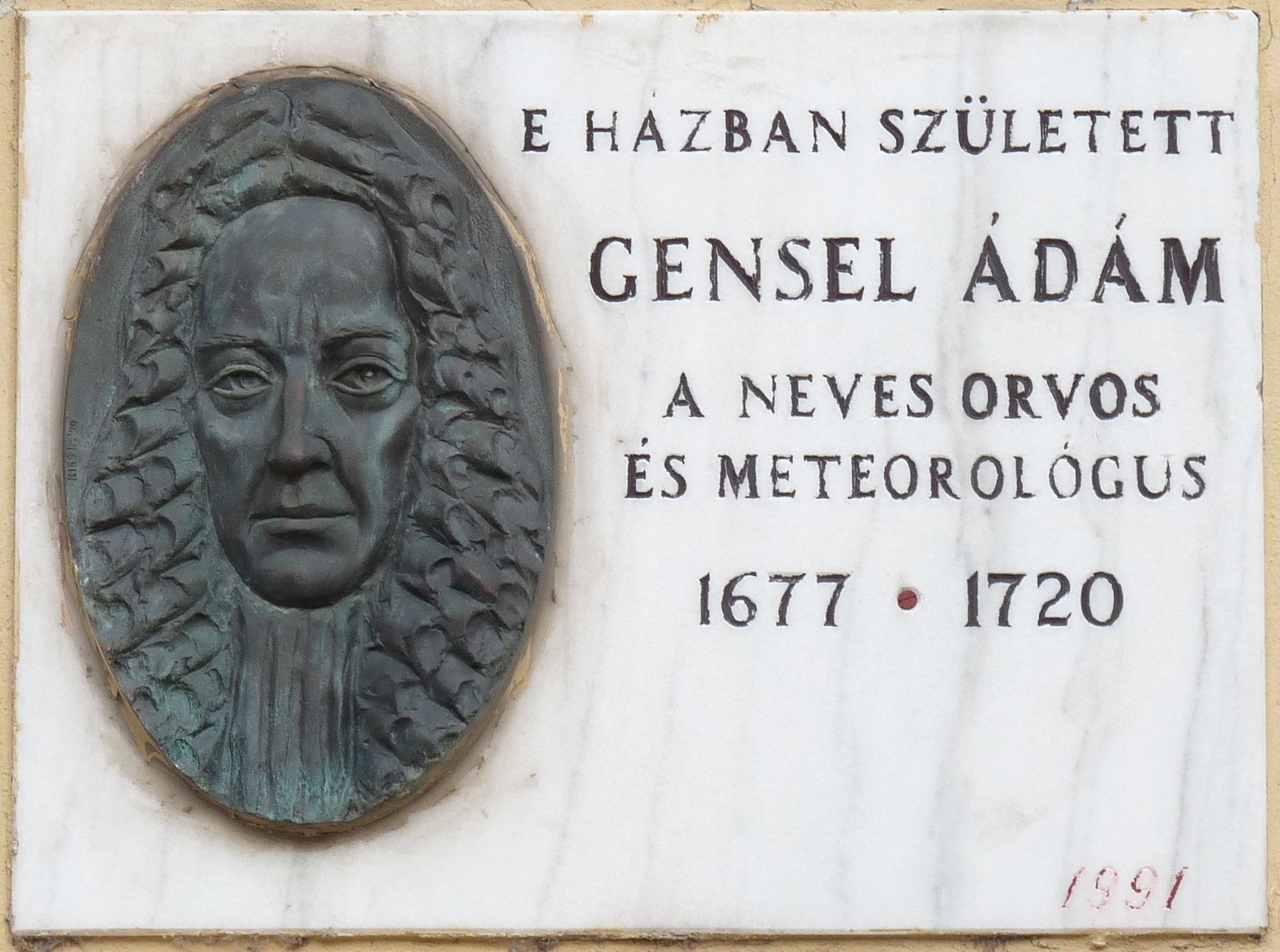
Emléktábla Gensel János Ádám soproni szülőházán: Fő-tér 2.

Gensel János Ádám (Sopron, 1677. október 26. – Sopron, 1720. augusztus 31.) – orvos, természettudós.

## Életrajza
Apja Gensel Kornél soproni gyógyszerész, a Fő téri Fehér Angyal gyógyszertár tulajdonosa, botanikus, a városban füvészkertet alapított. Anyja Zuana Judit volt. 1695-től a Jénai Egyetemen teológiát, majd orvostudományt hallgatott. Középiskoláit a líceumban végezte, majd a jénai egyetemre ment, ahol először teológiát, majd orvoslást tanult. Jéna után Bolognába, Firenzébe, Rómába vezetett az útja, majd két évig tanult Páduában. A padovai egyetem szenátusa 1703-ban bölcselet- és orvosdoktorrá választotta. 
Visszatérve Magyarországra Vasváron, majd Sopronban gyakorló, 1709-ben városi orvos, 1710-ben Vas és Sopron vármegye főorvosa, Esterházy herceg udvari orvosa lett. 1712-ben felvették a német Academia Naturae Curiosorum tagjai sorába is. Kora neves polihisztora volt.

## Munkássága
Munkássága elsősorban az egészségügy, a járványtan és az orvostudomány területe, érdeklődött a botanika iránt, a gyógynövényekkel való gyógyítás lehetőségeit kutatta. Ugyanakkor úttörő munkát végzett a meteorológia területén is, hazánkban valószínűleg Gensel végzett először műszeres meteorológiai megfigyeléseket, 1710 körül néhány éven át.

## Munkái
- Természettudományi és orvosi cikkei főleg az Observationes Naturae Curiosorumban jelentek meg.
- Botanikai érdekességű Neue Hungarische und Schlesische Plantation des vermeinten Indianischen Thees (Breslau, 1737) című dolgozata.